# August Leonhard Heinrich Dieterichs
August Leonhard Heinrich Dieterichs (* 8. April 1785 in Neuhaus (Oste) an der Elbe; † 4. September 1868 in Hannover) war ein deutscher Verwaltungsbeamter und Jurist und als Oberamtmann erster Beamter des Königlichen Amtes Hannover.

## Leben

### Familie
August Leonhard Heinrich Dieterichs wurde zur Zeit des Kurfürstentums Hannover geboren als Sohn des Johann Friedrich Dieterichs (* 2. August 1746; † 26. Februar 1815 in Meinersen) und dessen am 16. November 1779 in Thedinghausen geheirateten Lucia Magdalena Louisa Gudewill. Er war nach Johann Georg Friedrich Dieterichs und vor seinem Bruder Heinrich Wilhelm Georg Dieterichs und seiner Schwester Luise Hedwig Eleonore Dieterichs das zweitälteste von vier Kindern des Ehepaares.
Dieterichs heiratete während der sogenannten „Franzosenzeit“ am 30. März 1812 in Alfeld (Leine) die Henrietta Gudewill (* 23. Oktober 1787 in Alfeld (Leine); † 19. Mai 1840 in Polle), Tochter des in Lunsen 1746 bis 1779 tätigen Pastors Johann Heinrich Gudewill (* 19. November 1704 in Bodenburg; † 27. November 1779 in Lunsen) und dessen Ehefrau Clara Eleonore Floto (* 26. Februar 1761 in Lunsen; † 4. Juli 1840 in Celle).

### Werdegang

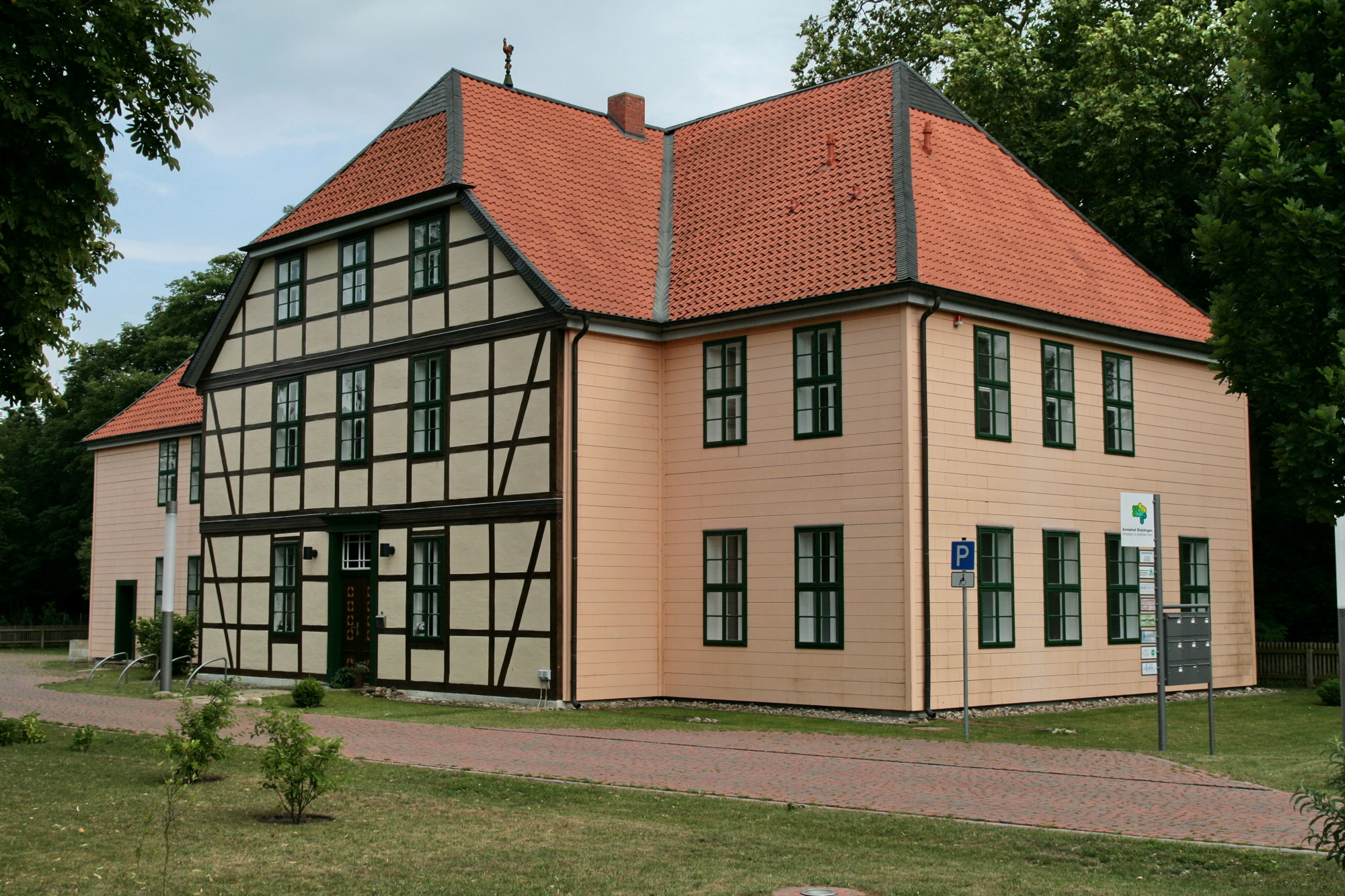
Das – denkmalgeschützte – Amtshaus in Eicklingen, Arbeitsstätte der beiden Assessoren Dieterichs im Jahr 1819

Ebenso wie sein Bruder Johann Georg Friedrich Dieterichs wirkte August Leonhard Heinrich Dieterichs in der Anfangszeit des Königreichs Hannover im Jahr 1819 in Eicklingen zeitgleich Assessor im dortigen Amtshaus, während ihr eigentlich in Toppenstedt lebender Vater im selben Jahr als gehender Förster in Winsen (Luhe) tätig war.

## Dieterichsstraße
Zur Zeit des Königreichs Hannover wohnte der Oberamtmann August Leonhard Heinrich Dieterichs in den Jahren ab 1844 vor der damaligen Residenzstadt Hannover bis in sein Todesjahr 1868 an dem bereits um 1750 vorhandenen Gartenweg Kleine Barlinge. Dieser Weg der Gartenleute wurde bereits zu Dieterichs Lebzeiten im Jahr 1857 nach ihm in Dieterichsstraße umbenannt und findet sich im heutigen hannoverschen Stadtteil Mitte.